# Blaze Bayley
Bayley Alexander Cook, známý jako Blaze Bayley (* 29. května 1963, Birmingham, Spojené království) je anglický heavymetalový zpěvák a skladatel, který se proslavil působením v heavymetalové skupině Iron Maiden mezi lety 1993 a 1999.

## Hudební kariéra
Kariéru započal v roce 1984 jako zpěvák hardrockové kapely Wolfsbane. Společně vydali čtyři studiové desky a jednu desku ze živých koncertů. Když v roce 1993 odešel zpěvák Bruce Dickinson ze skupiny Iron Maiden, Blaze roku 1994 nahradil jeho místo, následkem čehož se skupina Wolfsbane rozpadla.
S Iron Maiden vydali dvě studiová alba The X Factor (1995), Virtual XI (1998) a jednu kompilaci Best of the Beast (1996).
V lednu 1999 se do Iron Maiden znovu vrátil Bruce Dickinson a tak se Blaze vydal na sólovou dráhu a v březnu téhož roku založil skupinu s názvem Blaze.
V květnu roku 2000 vyšlo album Silicon Messiah, v roce 2003 Tenth Dimension a Blood and Belief v roce 2005. Po problémech s managementem a obsazením kapely se musela kapela Blaze v roce 2007 přejmenovat na Blaze Bayley a téhož roku vydala CD/DVD ze živých koncertů s názvem Alive in Poland. Jako své debutové album vydala skupina Blaze Bayleyho desku s názvem The Man Who Would Not Die (2008). Rok na to vydali další desku z koncertů The Night That Will Not Die. Roku 2010 vychází druhé studiové album nesoucí jméno Promise and Terror.
Mimo svou sólovou kariéru se Blaze dal znovu dohromady se skupinou Wolfsbane a díky nové popularitě vydali album s názvem Wolfsbane Save The World.

## Osobní život
Blaze se oženil se svou dlouholetou přítelkyní Debbie Hartland 14. února 2007. Zemřela v září 2008 na mozkovou mrtvici.
V prosinci 2022 se zasnoubil se svou přítelkyní Kate Ross ve Stonehenge.
V březnu 2023 utrpěl infarkt.

## Diskografie

### Wolfsbane
(1985–1995 a 2007–současnost)
- (1985) Clutching at straws (Single)
- (1988) Loco! (EP)
- (1988) Wasted But Dangerous (EP)
- (1989) Shakin' (EP)
- (1989) Live Fast Die Fast
- (1990) All Hell's Breakin Loose Down At Lttle Cathy Wilson's Place (EP)
- (1991) Ezy (EP)
- (1991) I Like It Hot (EP)
- (1991) Down Fall The Good Guys
- (1994) Wolfsbane
- (1994) Everything Else (EP)
- (2011) I Did It For The Money (EP)
- (2012) Wolfsbane Save The World
- (2022) Genius (EP)

### Iron Maiden
(1995–1999)
- (1995) The X Factor
- (1996) Best Of The Beast
- (1998) Virtual XI

### Blaze
(1999–2007)
- (2000) Silicon Messiah
- (2002) Tenth Dimension
- (2003) As Live As It Gets
- (2004) Blood And Belief

### Blaze Bayley
(2007–současnost)
- (2008) The Man Who Would Not Die
- (2008) Robot (EP)
- (2009) The Night That Will Not Die (live)
- (2010) Promise And Terror
- (2012) King Of Metal
- (2013) Russian Holiday (with Thomas Zwijsen)
- (2016) Infinite Entanglement
- (2017) Endure and Survive
- (2018) The Redemption of William Black – Infinite Entanglement Part III
- (2021) War Within Me
- (2020) Live In Czech - Melodka Brno (live)
- (2023) Damaged, Strange, Different and Live (live)
- (2024) Circle of Stone